# Communauté de communes des Portes de l'Entre-Deux-Mers
La communauté de communes des Portes de l'Entre-Deux-Mers, est un établissement public de coopération intercommunale (EPCI) français situé dans le département de la Gironde, en région Nouvelle-Aquitaine, dans l'ouest de l'Entre-deux-Mers.

## Historique
La communauté de communes des Portes de l'Entre-Deux-Mers a été créée par arrêté préfectoral à la date du 11 décembre 2002 sur la base de sept communes adhérentes ; le siège social initial était la mairie de Camblanes-et-Meynac, elle est maintenant dans les locaux de la Communauté de communes, à Latresne.
À la suite du schéma de coopération intercommunale (SDCI) prenant effet le 1er janvier 2017, la communauté de communes voit son nombre de communes porté à 11 avec l'arrivée de Lignan-de-Bordeaux de la Communauté de communes du Créonnais et de Langoiran, Le Tourne, et Tabanac de l'ancienne Communauté de communes du Vallon de l'Artolie.

## Territoire communautaire

### Géographie
Située au nord-ouest  du département de la Gironde, la communauté de communes des portes de l'Entre-deux-Mers regroupe 11 communes et présente une superficie de 87,6 km2.

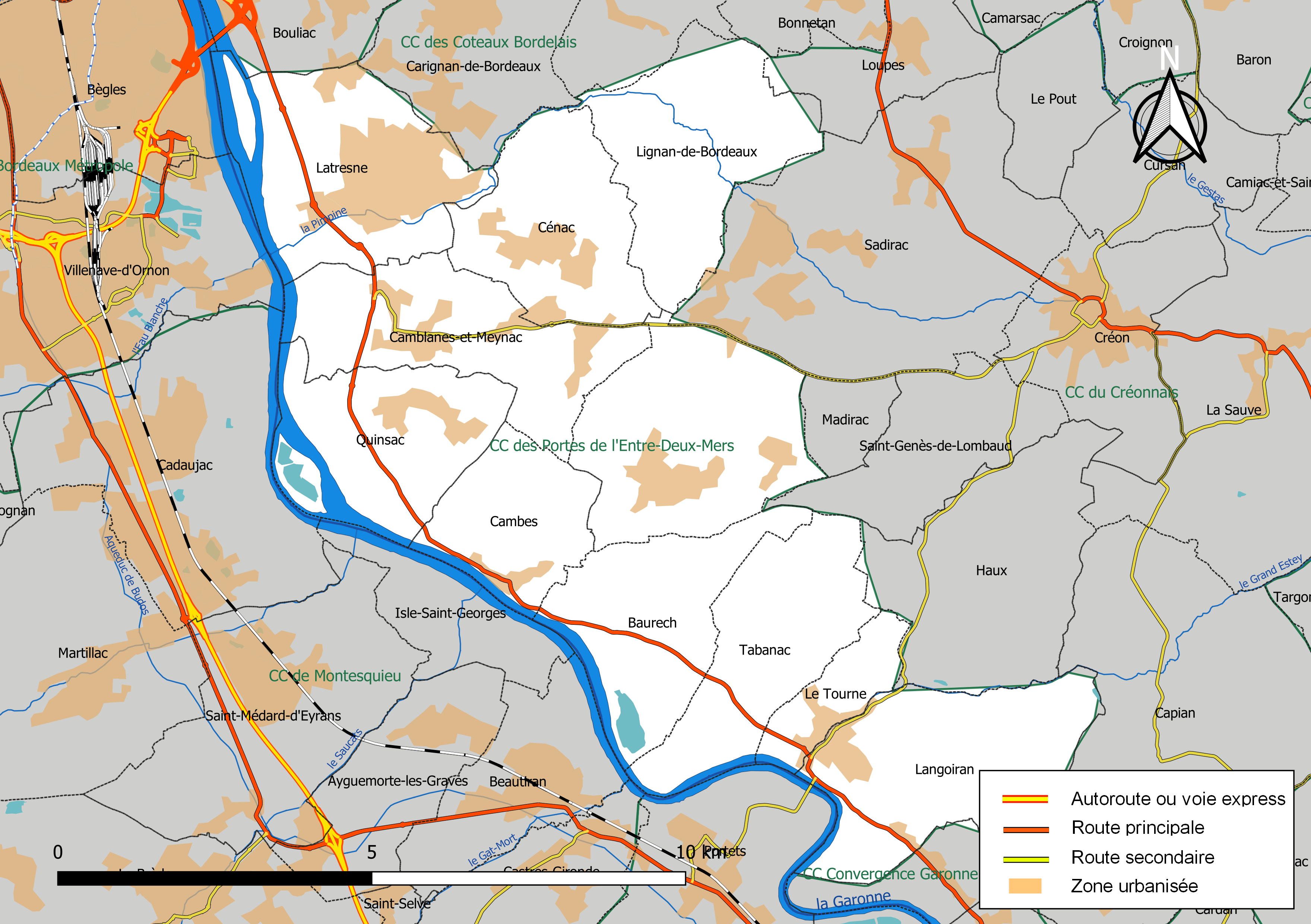
Carte de la communauté de communes des portes de l'Entre-deux-Mers au 1er janvier 2019.

### Composition
La communauté de communes est composée des 11 communes suivantes :

| Nom                       | Code Insee | Gentilé                 | Superficie (km2) | Population (dernière pop. légale) | Densité (hab./km2) |
| ------------------------- | ---------- | ----------------------- | ---------------- | --------------------------------- | ------------------ |
| Latresne (siège)          | 33234      | Tresnais                | 10,39            | 3 699 (2022)                      | 356                |
| Baurech                   | 33033      | Baurechais              | 7,68             | 936 (2022)                        | 122                |
| Cambes                    | 33084      | Cambais                 | 5,34             | 1 853 (2022)                      | 347                |
| Camblanes-et-Meynac       | 33085      | Camblanais et Meynacais | 8,68             | 3 145 (2022)                      | 362                |
| Cénac                     | 33118      | Cénacais                | 7,5              | 2 151 (2022)                      | 287                |
| Langoiran                 | 33226      | Langoirannais           | 10,14            | 2 210 (2022)                      | 218                |
| Lignan-de-Bordeaux        | 33245      | Lignanais               | 8,94             | 834 (2022)                        | 93                 |
| Quinsac                   | 33349      | Quinsacais              | 8,14             | 2 216 (2022)                      | 272                |
| Saint-Caprais-de-Bordeaux | 33381      | Saint-Capraisiens       | 10,26            | 3 460 (2022)                      | 337                |
| Tabanac                   | 33518      | Tabanacais              | 8                | 1 074 (2022)                      | 134                |
| Le Tourne                 | 33534      | Tournais                | 2,53             | 836 (2022)                        | 330                |

### Démographie
| 1968   | 1975   | 1982   | 1990   | 1999   | 2006   | 2011   | 2016   | 2022   |
| ------ | ------ | ------ | ------ | ------ | ------ | ------ | ------ | ------ |
| 11 556 | 13 258 | 16 183 | 16 962 | 17 570 | 18 715 | 19 570 | 20 764 | 22 414 |

## Administration
L'administration de l'intercommunalité repose, à compter du renouvellement général des conseils municipaux de mars 2020, sur 36 délégués titulaires. Latresne, Saint-Caprais-de-Bordeaux et Camblanes-et-Meynac disposent de cinq sièges, Quinsac de quatre, Cambes, Cénac et Langoiran de trois et Baurech, Le Tourne et Lignan-de-Bordeaux et Tabanac de deux.
| Période                                  | Période    | Identité         | Étiquette | Qualité                                                                      |
| ---------------------------------------- | ---------- | ---------------- | --------- | ---------------------------------------------------------------------------- |
| ...                                      | avril 2014 | Bernard Cuartero | PS        | Maire de Cambes (2001-2020), vice-président du conseil général de la Gironde |
| avril 2014                               | En cours   | Lionel Faye      | DVD       | Maire de Quinsac (2008-)                                                     |
| Les données manquantes sont à compléter. |            |                  |           |                                                                              |

Le président est assisté de 10 vice-présidents :
- Ronan Fleho, maire de Latresne,
- Tania Couty, maire de Saint-Caprais-de-Bordeaux
- Jean-Philippe Guillemot, maire de Camblanes-et-Meynac,
- Jean-François Boras, maire de Langoiran,
- Catherine Veyssy, maire de Cénac,
- Rose Pedreira Afonso, maire de Cambes,
- Hélène Goga, maire de Tabanac,
- Pascal Modet, maire de Baurech,
- Pierre Buisseret, maire de Lignan-de-Bordeaux,
- Marie-Claude Agullana, maire du Tourne.

## Compétences
Informations extraites du site officiel de la communauté de communes :

### Compétences obligatoires
- Développement économique
- Aménagement de l’espace communautaire
- Environnement et gestion des déchets ménagers et assimilés
- Politique du logement social d’intérêt communautaire et d’actions en faveur du logement des personnes défavorisés

### Compétences optionnelles
- Protection et mise en valeur de l’environnement
- Politique d’action sociale
  - Petite enfance
  - Enfance
  - Jeunesse
  - Personnes âgées ou en état de dépendance
  - Transport

### Compétences facultatives
- Coordination des services communaux de proximité pour l’accueil, l’information, l’orientation et l’aide aux démarches notamment en matière d’emploi
- Participation aux actions de prévention
- Extension et généralisation du système d’approvisionnement (alimentation, produits d’hygiène et d’entretien, vêtements…) en faveur des personnes en situation précaire
- Actions de développement culturel et sportif

## Pour approfondir